# طويفحة
طويفحة منطقة عراقية وفيضة بين غرب قضاء الخضر وجنوب قضاء السماوة بمحافظة المثنى بالبادية العراقية جنوب العراق، ينبت في أطرافها شجر السدر ويقصدها زوار البادية موسمياً، ذُكر في كتاب (التحليل المكاني للمحميات الطبيعية) المنشور سنة 2021 أن طويفحة اُتخذت محمية طبيعية مساحتها هكتاران، قيل إن سبب تسميتها طويفحة لارتفاعها عن بقية المنطقة، ولطفح مياه الامطار فيها،
| طيور             | نباتات            | لبائن      | زواحف         |
| الهدهد           | الخباز البري      | أرنب بري   | سحلية         |
| العصفور الإسباني | الطالوع           | قنفذ       | حية أم سليمان |
| سرد محمر الظهر   | عشبة شبيهة الحنطة | خنزير بري  | الضب المصري   |
| هزجة الشجر       | العنصلان          | دعنج       | ضب            |
|                  | السدر البري       | أبو الحصين | أفاعي         |
|                  | الغضا             | ابن آوى    |               |